# بیشاپ پلیس (آریزونا)
بیشاپ پلیس (به انگلیسی: Bishop Place) یک منطقهٔ مسکونی در ایالات متحده آمریکا است که در آریزونا واقع شده‌است. بیشاپ پلیس ۱٬۹۱۰ متر بالاتر از سطح دریا واقع شده‌است.